# Lora Corum
Lora Lawrence Corum (ur. 8 stycznia 1899 w Jonesville, zm. 5 marca 1949 w Indianapolis) – amerykański kierowca wyścigowy.

## Kariera
W swojej karierze Corum startował głównie w Stanach Zjednoczonych w mistrzostwach AAA Championship Car oraz towarzyszącym mistrzostwom słynnym wyścigu Indianapolis 500, będącym w latach 1923–1930 jednym z wyścigów Grandes Épreuves. W trzecim sezonie startów, w 1924 roku odniósł zwycięstwo w wyścigu Indianapolis 500. Było to jednak jego jedyne zwycięstwo w sezonie mistrzostw AAA. Z dorobkiem 570 punktów został sklasyfikowany na siódmym miejscu w końcowej klasyfikacji kierowców. Rok później w mistrzostwach AAA był 22.